# Graphomya occidentalis
Graphomya occidentalis är en tvåvingeart som beskrevs av Arntfield 1975. Graphomya occidentalis ingår i släktet Graphomya och familjen husflugor. Inga underarter finns listade i Catalogue of Life.